# Рі Йон Х'ян
Рі Йон Х'ян — північнокорейська боксерка, чемпіонка та призерка чемпіонатів світу.

## Спортивна кар'єра
На чемпіонаті світу 2002 Рі Йон Х'ян в першому бою перемогла чемпіонку світу 2001 Гулію Шахін (Туреччина), у чвертьфіналі достроково зупинила росіянку Марію Кривошапкіну, у півфіналі теж достроково — Моніку Чік (Угорщина), а у фіналі перемогла українку Тетяну Лебедєву. Рі Йон Х'ян стала чемпіонкою і отримала приз за найкращу техніку.
На чемпіонаті світу 2005 після перемог над Монікою Чік та Єсікою Бопп (Аргентина) програла у фіналі росіянці Олесі Гладковій.
На чемпіонаті світу 2006 Рі Йон Х'ян здобула п'ять перемог над наступними суперницями: Кофі Арабія (Алжир), Олеся Гладкова, Моніка Чік, Марлен Еспарза (США) у півфіналі та Єсіка Бопп у фіналі, і вдруге стала чемпіонкою світу.
На чемпіонаті світу 2008 програла в другому бою Олександрі Кулєшовій (Росія).